# Morpho nigrescens
Morpho nigrescens är en fjärilsart som beskrevs av Hans Fruhstorfer 1912. Morpho nigrescens ingår i släktet Morpho och familjen praktfjärilar. Inga underarter finns listade i Catalogue of Life.